# L'uomo ombra torna a casa
L'uomo ombra torna a casa (The Thin Man Goes Home) è un film del 1945 diretto da Richard Thorpe.
È il quinto della serie di sei film con William Powell e Myrna Loy nei panni dei protagonisti Nick e Nora Charles, personaggi creati originariamente da Dashiell Hammett per il suo romanzo L'uomo ombra (The Thin Man).

Di questa serie fu il primo film a non essere diretto da W. S. Van Dyke, morto nel 1943.